# Stroheim
Stroheim är en ort och kommun  i Österrike. Den ligger i distriktet Eferding i förbundslandet Oberösterreich, 180 kilometer väster om huvudstaden Wien.
Kommunen består av 22 orter (Ortschaften) (inom parentes invånarantal 1 januari 2024):

- Bergern (25)
- Birihub (38)
- Dunzing (5)
- Gmeinholz (30)
- Großstroheim (117)
- Gschnarret (20)
- Gstocket (11)
- Gugerling (10)
- Götzenberg (13)
- Kleinstroheim (108)
- Knieparz ob der Leiten (40)
- Kobling (187)
- Mayrhof (89)
- Mitterstroheim (218)
- Reith (110)
- Schnellersdorf (69)
- Stallberg (72)
- Stroheim (315)
- Troß (13)
- Windischdorf (95)
- Wögern (71)
- Wölflhof (27)